# Księga Henocha
Księga Henocha albo 1 Księga Henocha (etiopska) – pseudoepigraficzna księga apokryficzna Biblii hebrajskiej i Starego Testamentu. Jest kompilacją różnych, wcześniej niezależnych tekstów, powstałych między 300 r. p.n.e i końcem I w. n.e. Rękopisy nie podają żadnego tytułu księgi, jej nazwa pochodzi od imienia głównego bohatera. Istnieją jeszcze dwie księgi apokryficzne przypisywane patriarsze Henochowi – synowi Jereda:
- 2 Księga Henocha z I w. n.e. zachowana jedynie w starosłowiańskim[4];
- 3 Księga Henocha z V w. n.e. zachowana w języku hebrajskim[5].

1 Księga Henocha jest najczęściej cytowana. Kopie części księgi zostały znalezione wśród rękopisów z Qumran, jednakże księga w całości przetrwała jedynie w języku gyyz. Zawarte w niej teksty reprezentują różne, czasem zupełnie przeciwstawne, tendencje teologiczne. Krótki urywek z 1 Księgi Henocha (1 Hen 1,9) jest zgodny z zawartym w Nowym Testamencie Listem Judy (Jud 1,14-15). Autorstwo cytowanych słów jest tam w sposób jednoznaczny przypisywane „Henochowi, siódmemu po Adamie” (1 Hen 60,8) – ojcu Matuzalema, pradziadkowi Noego. Księga Henocha jest tekstem apokaliptycznym, zawierającym w swojej treści m.in. wytłumaczenie pochodzenia zła, upadku aniołów, powstania gigantów oraz zesłania przez Boga na ziemię potopu. Często występującym motywem jest grzech aniołów z córkami ludzkimi (Rdz 6,2). Księga składa się z pięciu części, poprzedzonych obszernym wstępem, w którym przedstawiony jest zarys czasów ostatecznych.
Większość nurtów judaizmu i chrześcijaństwa nie włączyła żadnej z ksiąg do kanonu biblijnego, z nielicznymi wyjątkami: Kościół koptyjski, Etiopski Kościół Ortodoksyjny i wyodrębniony z niego Erytrejski Kościół Ortodoksyjny oraz Felaszowie włączają ją w swój kanon Pisma Świętego, jako natchnioną.

## Treść
Księga jest zapisem różnych – często niespójnych – tradycji apokaliptycznych, które powstały w okresie judaizmu Drugiej Świątyni. Pierwsza część Księgi opisuje upadek Czuwających. Byli to aniołowie, którzy z córkami ludzkimi spłodzili anielsko-ludzkie hybrydy zwane Gigantami (zob. Nefilim). Pozostałe części Księgi opisują podróże, wizje, sny i objawienia proroka Henocha w trakcie jego odwiedzin w niebie. Całość składa się z pięciu części:
1. Księga Czuwających (1-36)
2. Księga Przypowieści (37-71)
3. Księga Astronomiczna (72-82)
4. Księga Snów (83-90)
5. List Henocha (91-108)

Większość naukowców uważa, że owe pięć części było najpierw niezależnymi dziełami, powstałymi w różnych okresach. Dopiero później zostały one zredagowane i skompilowane w jedną księgę, którą obecnie znamy jako 1 Księga Henocha.

### Część I: Księga Czuwających (1-36)
Znana także jako Księga Strażników. Zaczyna się od wizji Henocha przeznaczonej dla pokoleń w przyszłości (1-5):
Henoch, człowiek błogosławiony i sprawiedliwy, któremu Pan otworzył oczy i obdarzył świętym widzeniem w niebiosach, zabrał głos i powiedział: [To, co] pokazali mi aniołowie! Usłyszałem od nich wszystko i zrozumiałem to, co zobaczyłem, choć przeznaczone to jest nie temu pokoleniu, lecz pokoleniom dalekim, które dopiero nadejdą.
Dalej rozwinięta jest historia zawarta w Rdz 6,1-4 – fragmencie, mówiącym o połączeniu się synów bożych z córkami ludzkimi (6-11). Księga Henocha mówi już jednak wyraźnie o aniołach, którzy połączyli się z kobietami, wymienia także imiona ich dowódców (6:7-8). Z owych związków narodzili się giganci:
Pożerali oni wszelki znój ludzki, a ludzie nie potrafili ich utrzymać. Giganci obrócili się przeciwko ludziom, aby ich pożreć. I grzeszyli przeciw ptakom, zwierzętom, gadom i rybom. Pożerali mięso jedni drugich i pili zeń krew. Wtedy ziemia poskarżyła się na nieprawych.
Księga wymienia również szereg umiejętności, których Czuwający nauczyli ludzi, m.in. sztukę wyrabiania broni, biżuterii oraz sztukę makijażu, a także astrologię i czary (7-8). Wszystko to doprowadza do wielkiej niegodziwości i rozlewu krwi na ziemi, co w następstwie sprowadza na zbuntowanych aniołów i gigantów kary Boże, a na ziemię ściąga karę potopu. Henoch w swoich wizjach staje się pośrednikiem między Czuwającymi a Panem w niebie (12-16). Wspomniane jest również wstawiennictwo Archaniołów za ludźmi i wymienione są imiona siedmiu z nich (20). Znajduje się tu również opis wizji Pałacu Bożego (14:8-15), Drzewa Życia (24-25), oraz trzech podróży Henocha po Niebie, Szeolu i różnych krańcach Ziemi, wraz z Archaniołami, którzy tłumaczą mu to, co ogląda (17-36). Powstanie Księgi Czuwających datuje się na ok. III w. p.n.e.

### Część II: Księga Przypowieści (37-71)
Księga Przypowieści pod wieloma względami przywołuje treści z Księgi Czuwających, choć zawiera też odmienny materiał własny. Niemniej, prototypem i fundamentem dla tej części Księgi Henocha wydaje się być właśnie Księga Czuwających. Do treści własnych należy pojawiająca się tu postać Syna Człowieczego, którego Księga Henocha wspomina 17 razy i to tylko w Księdze Przypowieści (zob. henochiańska wizja Syna Człowieczego). Sam tytuł tej sekcji może być mylący, gdyż jej gatunek literacki przejawia raczej cechy apokalipsy. Przypowieści w Księdze Henocha nie należy zatem rozumieć w kluczu nowotestamentalnym, lecz raczej jako „wizje” czy „objawienia mądrości”. Tytuł ten jednak mógł zostać wzięty z fragmentu 68,1, w którym Noe mówi, że dostał od swojego pradziadka Henocha wyjaśnienie wszystkich tajemnic, które zostały zebrane dla niego właśnie w „Księdze Przypowieści”.
Księgę Przypowieści można podzielić na cztery części:
A. Rozdział 37 – wstęp
B. Rozdziały 38–44 – pierwsza przypowieść poruszająca tematy: sądu nad nieprawymi (38), miejsca przebywania sprawiedliwych (39), czterech aniołów – Michała, Rafała, Gabriela i Fanuela (40), tajemnic wiatrów, słońca i księżyca (41), mieszkań Mądrości i Nieprawości (42), błyskawic i gwiazd niebieskich (43-44).
C. Rozdziały 45–57 – druga przypowieść poruszająca tematy: zapowiedzi nowej ziemi i nowego nieba (45), wizji Syna Człowieczego (46), modlitwy sprawiedliwych o Bożą odpłatę, radujących się w obecności Pana Duchów (47), objawienia Syna Człowieczego (48), mądrości i potęgi Wybrańca (49), zwycięstwa sprawiedliwych (50), zmartwychwstania umarłych i oddzielenia sprawiedliwych od występnych (51), metalowych gór – żelaznej, miedzianej, srebrnej, złotej, z miękkiego metalu i z ołowiu (52), sądu nad grzesznikami i wizji doliny kaźni (53,1–54,6), wód potopu (54,7–55,2), sądu nad Azazelem i upadłymi aniołami oraz walki Izraela z jego wrogami (55,3–56,8), zgromadzenia rozproszonych (57).
D. Rozdziały 58–71 – trzecia przypowieść poruszająca tematy: opisu światłości dla sprawiedliwych i wybranych (58), tajemnic błyskawic i piorunów (59), Księgi Noego – poruszenia nieba, Lewiatana i Behemota, tajemnic natury (na początku podana jest data widzenia: rok pięćsetny, czternasty dzień siódmego miesiąca) (60), aniołów mierzących raj i sądu Wybrańca (61), sądu nad królami i władcami ziemi, objawienia Syna Człowieczego, chwały dla sprawiedliwych (62), zagłady królów i rządców (63), miejsc kaźni upadłych aniołów (64), Księgi Noego – wymienione są tu imiona upadłych aniołów oraz ich winy przeciw ludziom (65-69), przeniesienia Henocha, wizji niebieskiej świątyni i Boga (70–71).
Każda z przypowieści poprzedzona jest wyrocznią (rozdziały 38; 45; 58), zapowiadającą dzień sądu oraz opisującą los sprawiedliwych i grzeszników. Datacja Księgi Przypowieści jest kwestią dyskusyjną, jednak większość uczonych sugeruje określenie możliwego czasu powstania tej części Księgi Henocha na przełom I w. p.n.e. i I w. n.e. Ciekawostką jest, że pośród zwojów odkrytych w Qumran, znaleziono fragmenty każdej z czterech części Księgi Henocha, poza Księgą Przypowieści. Spowodowało to mocne ożywienie dyskusji na temat ewentualnego chrześcijańskiego pochodzenia tej części Księgi.

### Część III: Księga Astronomiczna (72-82)
Jest to prawdopodobnie najstarsza część Księgi Henocha i mogła być znana redaktorowi kapłańskiego Pięcioksięgu Mojżesza. W Qumran odnaleziono cztery fragmentaryczne kopie Księgi Astronomicznej: 4Q208-211. Przy czym 4Q208 i 4Q209 są datowane na początek II w. p.n.e. Kopie odnalezione w Qumran zawierają również materiał, który nie został zawarty w późniejszych edycjach Księgi Henocha. Księga Astronomiczna zawiera obliczenia dotyczące kalendarza słonecznego, opis pracy ciał niebieskich oraz zapowiedź kataklizmów kosmicznych w czasach ostatecznych: ruchy słońca (72), ruchy księżyca i jego fazy (73), rok księżycowy (74-75), dwanaście wiatrów i ich bramy (76), cztery strony świata: siedem gór, siedem rzek, siedem wielkich wysp (77), imiona słońca i księżyca, rosnący i malejący księżyc (78), zapowiedź wypaczenia się praw ciał niebieskich przez grzech ludzki (80), tablice niebieskie i misja Henocha na ziemi (81), przekazanie mądrości synowi Matuzalemowi, cztery dni przestępne, podział roku na cztery części (82).

### Część IV: Księga Snów (83-90)
Opisane są tu dwie wizje udzielone Henochowi na temat przyszłej historii świata i Izraela. Prawdopodobna datacja to czasy machabejskie (między 163 i 142 r. p.n.e.) Wizja druga to tzw. historia zoomorficzna, ponieważ ludzie ukazani są pod postaciami zwierząt (np. woły symbolizują patriarchów, owce – wiernych Izraelitów, dzikie zwierzęta – prześladowców Izraela, biały byk z wielkimi rogami – przyszłego Mesjasza). Pierwszy sen – o zagładzie ziemi (83-84), drugi sen – o historii świata aż do założenia Królestwa Niebieskiego (85-90):
- historia Adama (biały byk) i Ewy (biała jałówka), oraz Kaina (czarny cielak), Abla (czerwony cielak) i Seta (biały cielak) (85)
- upadek aniołów (spadające gwiazdy) i demoralizacja ludzkości (jałówki rodzące dzikie zwierzęta m.in. słonie, wielbłądy i osły) (86)
- przybycie siedmiu Archaniołów i wyniesienie Henocha na wysoką wieżę (87)
- ukaranie upadłych aniołów przez Archaniołów (88)
- wielki potop i ocalenie Noego (89:1–9)
- od śmierci Noego do Exodusu – historia Abrahama, Izaaka i Jakuba oraz Józefa Egipskiego, a następnie Mojżesza (89:10–27)
- Izrael na pustyni, otrzymanie Dekalogu, wejście do ziemi Kanaan (89:28–40)
- od czasu Sędziów do zbudowania Pierwszej Świątyni (89:41–50)
- dwa królestwa: Judy i Izraela do zniszczenia Jerozolimy (89:51–67)
- od zniszczenia Jeruzalem do powrotu z niewoli (89:68–71)
- od edyktu Cyrusa do czasów Aleksandra Wielkiego (89:72–77)
- od Aleksandra Wielkiego do dominacji Seleucydów (90:1–5)
- od dominacji Seleucydów do Powstania Machabejskiego (90:6–12)
- ostatni atak pogan na Izraelitów (90:13–19)
- sąd nad upadłymi aniołami, pasterzami i odstępcami (90:20–27)
- Nowe Jeruzalem, nawrócenie pozostałych pogan, zmartwychwstanie sprawiedliwych, Mesjasz. Henoch budzi się i płacze (90:28–42).

### Część V: List Henocha (91-108)
Prawdopodobna datacja to koniec II w. p.n.e. Poszczególne części mogły powstawać na przestrzeni II w. p.n.e., a później były sukcesywnie dołączane do całości Księgi w okresie II i I w. p.n.e. Ostatnią z dołączonych części był rozdział 108 (koniec I w. n.e.). List Henocha można podzielić na pięć części, które zostały poprzeplatane przez ostatecznego redaktora:
1) Mowy Henocha do Matuzalema i jego rodziny – Upomnienie (91:1–10; 91:18–19): stanowiące „pomost” pomiędzy Apokalipsą tygodni i Listem Henocha oraz całą wcześniejszą tradycją henochiczną, prawdopodobna datacja to druga połowa II w. p.n.e. Ta część kryje w sobie tradycje niezależne w stosunku do innych części tradycji henochicznej, np. określenie bezbożnych jako mających „podwójne serce” (91,4), czy zniszczenie idoli w czasach eschatologicznych (91,9).

2) Apokalipsa Tygodni (93:1–10; 91:11–17): stanowiąca pierwotnie odrębną jednostkę, zazwyczaj datowana na pierwszą połowę II w. p.n.e., mogła być włączona do Księgi pod koniec II w. p.n.e. Streszcza wydarzenia historii świata i Izraela używając struktury dziesięciu okresów (rzeczonych “tygodni”). Siedem z nich dotyczy przeszłości, a trzy dotyczą przyszłości (sąd ostateczny). Moment kulminacyjny nadchodzi w siódmej części dziesiątego tygodnia, kiedy to:
… nastanie czas Wielkiego Sądu, który zostanie dokonany nad aniołami. Pierwsze nieba przeminą, a ukaże się niebo nowe. Wszystkie moce niebios zajaśnieją na zawsze siedmiokrotnym [światłem]. I potem będzie wiele nieprzeliczonych tygodni na wieki w dobroci i sprawiedliwości i odtąd już nigdy nie będzie się wspominać grzechu.
3) List Henocha (92:1–5; 93:11–14; 94:1–105:2): pierwsza część listu opisuje wielkość Boga, a także zawiera napomnienia dla sprawiedliwych i opisuje dwie odrębne ścieżki prawości i nieprawości. Następnie jest sześć wyroczni (biada) przeciwko grzesznikom i zapowiedź przyszłych wydarzeń.

4) Narodziny Noego (106.1–107.3): opowiada o potopie i o Noem, który narodził się jako wyjątkowe dziecko. Jego ojciec Lamech opisuje jego narodziny w następujący sposób:
Urodziłem dziwnego syna. Podobny jest nie do człowieka, ale do dzieci aniołów nieba, jest innego rodzaju, nie jest taki jak my. Jego oczy są jak promienie słońca, a oblicze jego chwalebne. Wydaje mi się, że nie wyszedł on ode mnie, ale od aniołów. Boję się, żeby coś nadzwyczajnego nie stało się na ziemi za jego życia.
Tekst ten prawdopodobnie wywodzi się z pierwotnie odrębnej księgi (zob. Book of Noah), ale został użyty przez redaktora jako bezpośrednia mowa samego Henocha, prawdopodobnie dołączony do dzieła najpóźniej w połowie II w. p.n.e.
5) Napomnienie eschatologiczne, czyli „Inna księga, którą Henoch napisał dla swego syna Matuzalema i dla tych, którzy przyjdą po nim i będą zachowywać prawo w dniach ostatecznych” (108): tego dodatku nie odnaleziono w Qumran, zachował się on jedynie w wersji etiopskiej. Jest to najmłodsza część Księgi, datowana na połowę lub koniec I w. n.e. Tekst wychwala „pokolenie światłości” przeznaczone do „jaśniejącego światła” w opozycji do grzeszników przeznaczonych do ciemności. Zawarte są tu paralele do innych pism biblijnych i pozabiblijnych (m.in. Księgi Mądrości, pism qumrańskich, Apokalipsy Sofoniasza, Księgi Henocha słowiańskiej – 2 Hen, Apokalipsy Barucha greckiej – 3 Bar) i chrześcijańskich (m.in. Listu do Hebrajczyków, Listu św. Jakuba, Pierwszego Listu św. Piotra, Apokalipsy św. Jana).

## Historia
Pierwsze nawiązania do Księgi Henocha znajdują się już w Liście Judy, a także u kilku pisarzy wczesnochrześcijańskich. Orygenes wspomina o niej w kilku swych dziełach, między którymi szczególnej uwadze należy poświęcić wzmiankę o Henochu przy okazji polemiki z Celsusem (Contra Celsum 5,52–55; ok. 250 n.e.). Orygenes nie uważał Księgi za natchnioną, jednak całkowicie jej nie odrzucał. Wspominają o niej również Hieronim i Augustyn, którzy kwalifikowali ją jako pismo apokryficzne. Przez długi czas Księga Henocha znana była tylko w wersji greckiej jako zbiór pism złożony z fragmentów Listu Judy (14-15), dzieł Ojców Kościoła oraz chronografów bizantyjskich. W IV wieku Kościół etiopski włączył Księgę Henocha do swego kanonu ksiąg natchnionych. W związku z tym ruszyły tłumaczenia dzieła na język etiopski – było to w okresie, w którym przyjęto chrześcijaństwo jako oficjalną religię w Królestwie Aksum (ok. połowa IV w.). Ostateczne tłumaczenie zostało prawdopodobnie ukończone ok. V lub VI w. Nie dysponujemy jednak oryginalnymi tłumaczeniami z tego czasu – najstarszy zachowany do naszych czasów etiopski manuskrypt pochodzi z ok. XV w. W średniowiecznej Europie Księga Henocha uchodziła za zaginioną, niemniej od czasu do czasu pojawiały się sensacyjne informacje o jej odnalezieniu, choć w większości pozostawały one niepotwierdzone.
Pierwsza wersja etiopskiej Księgi Henocha trafiła do Europy w roku 1773, dzięki szkockiemu podróżnikowi Jamesowi Bruce’owi. Wśród pamiątek ze swojej podróży do Abisynii przywiózł on trzy etiopskie manuskrypty, których treść znana jest dziś jako 1 Księga Henocha. Dwa z nich znalazły się ostatecznie w Bodleian Library w Oxfordzie (Bodl MS 4, Bodl MS 5), a trzeci został przez Bruce’a sprezentowany królowi Ludwikowi XV i znajduje się obecnie w Bibliotece Narodowej w Paryżu (Paris 3217). Jednak dopiero w roku 1800 Sylwester de Sacy przetłumaczył na łacinę fragmenty przywiezionych manuskryptów (m.in. trzy pierwsze rozdziały i kilka początkowych wersów innych rozdziałów), a w 1801 F. T. Rink przełożył owe łacińskie przekłady na swój ojczysty język niemiecki. W końcu dokonano pierwszego angielskiego tłumaczenia manuskryptu Bodl MS 4, które zostało opublikowane w roku 1821 przez arcybiskupa Cashel w książce pt. "The Book of Enoch, an Apocryphal Production, Now First Translated, From the Ethiopic Ms. in the Bodleian Library" (Oxford 1821). Następnie w 1838 roku, również za sprawą arcybiskupa R. Laurence’a, wydana została – na podstawie jednego rękopisu – pierwsza edycja etiopskiego tekstu Henocha Libri Enoch prophetae versio aethiopica. Już trzynaście lat później, gdy do Europy trafiło więcej manuskryptów, wyszło pierwsze wydanie krytyczne, bazujące już na pięciu manuskryptach (A. Dillman "Liber Henoch Aethiopice", Leipzig 1851). Dwa lata później, ten sam autor wydał jeszcze tłumaczenie i komentarz do Księgi Henocha. W 1906 roku ukazało się kolejne ważne dzieło dotyczące etiopskiej Księgi Henocha – była to publikacja R. H. Charles’a, zawierająca: (1) grecką wersję Synkellosa, (2) grecki manuskrypt Cairensis 10759 – odnaleziony w Akhmim (starożytnym Panopolis) w Górnym Egipcie, w grobie chrześcijańskiego mnicha, (3) grecki fragment watykańskiego manuskryptu Vat. Gr. 1809 oraz (4) fragmenty łacińskie, syryjskie i koptyjskie. Dzieło to autor uzupełnił w 1912 roku nowym komentarzem do Księgi: "The Book of Enoch or 1 Enoch", Oxford 2 (1912). Ogólnie na przełomie XIX i XX wieku na Zachodzie wiedziano już o 29 manuskryptach etiopskiej Księgi Henocha: 15 w Anglii, 8 we Francji, 4 w Niemczech, 1 we Włoszech oraz 1 w Stanach Zjednoczonych.
Na przełomie lat 40. i 50. XX w. nastąpił duży zwrot w studiach nad Księgą wraz z odkryciami zwojów z Qumran. Wśród wielu innych rękopisów, w 4. grocie odnalezionych zostało jedenaście aramejskich manuskryptów pochodzących z Corpus Henochicum. Siedem zawiera materiał z Księgi Czuwających (4Q201, 4Q202, 4Q204, 4Q206), Księgi Snów (4Q205, 4Q206, 4Q207) i Listu Henocha (4Q204, 4Q212). Cztery pozostałe zawierają fragmenty Księgi Astronomicznej (4Q208-211). Poza aramejskimi, odnaleziono także trzy hebrajskie fragmenty, zawierające teksty 1 Hen 8,4–9,4; 106. Z istotnych publikacji, biorących już pod uwagę znaleziska znad Morza Martwego, należy wymienić krytyczne opracowanie J.T. Milika – "The Books of Enoch: Aramaic Fragments of Qumrân Cave 4" (Oxford: Clarendon Press, 1976), a także krytyczne opracowanie Michaela A. Knibb’a – "The Ethiopic Book of Enoch. A New Edition in the Light of the Aramaic Dead Sea Fragments" (Oxford: Clarendon Press, 1978) I-II.

## Datacja
Problem datacji dzieła wynika z kilku kwestii. Przede wszystkim nie jest to dzieło jednorodne, lecz kompilacja wielu ksiąg napisanych przez wielu autorów, które na dodatek powstały w różnym czasie i – zanim zostały włączone w jedno dzieło – żyły własnym życiem jako niezależne pisma. Kolejnym utrudnieniem jest fakt, że manuskrypty i odpisy, którymi dysponują badacze dzieła, nie pochodzą z jednego źródła. Nie da się także jednoznacznie stwierdzić kto, kiedy, oraz z jakich powodów dokonał ostatecznej redakcji Księgi Henocha. Można jednak przywołać kilka najbardziej popularnych hipotez.
Badacze dziewiętnastego wieku najczęściej opowiadali się za chrześcijańskim autorstwem Księgi z powodu podobieństw do chrześcijańskiej eschatologii, a także postaci Syna Człowieczego, podczas gdy naukowcy dwudziestego wieku umiejscawiali Księgę w nurcie judaizmu apokaliptycznego sprzed I w. p.n.e.
Ważnym przełomem w badaniach nad dziełem były odkrycia zwojów w Qumran. Jednym z pierwszych naukowców, którzy mieli dostęp do świeżo odkrytych manuskryptów należących do Corpus Henochicum, był J.T. Milik. Określił on powstanie najstarszych z pism na okres przełomu II i I wieku p.n.e. Postawił również tezę o istnieniu – jeszcze przed erą chrześcijańską – swoistego henochickiego „Pięcioksięgu”, który miałby odpowiadać Księdze Henocha, którą znamy dzisiaj, z jednym wyjątkiem. Mianowicie, w miejsce – prawdopodobnie nie istniejącej jeszcze wówczas – Księgi Przypowieści (w Qumran nie odnaleziono bowiem żadnego z jej fragmentów), miałaby być umieszczona tzw. Księga Gigantów.
J. H. Charlesworth określał powstanie ksiąg składowych Corpus Henochicum na czas jeszcze przed II w. p.n.e., a także pewien był, że nie powstały one w Qumran. S. Uhlig twierdził, że sama Księga Czuwających musiała być w obiegu już w III w. p.n.e., zatem powstać musiała przynajmniej w IV w. p.n.e., choć dopuszczał nawet jeszcze wcześniejszą datację. Jeszcze starsza jednak była według niego Księga Astronomiczna, która – jak uważał – z dużym prawdopodobieństwem znana była już redaktorowi Pięcioksięgu Mojżesza. Księgę Snów uważał za „równieśniczkę” Księgi Daniela (ok. 164 r p.n.e.), a powstanie Listu Henocha określał na koniec II w. p.n.e. Najmłodsza z nich, Księga Przypowieści, miała powstać pod koniec I w. n.e. i ostatecznie wyprzeć Księgę Gigantów. T. Beckwith, bazując na odkryciach w Qumran, wywnioskował, że skoro miejsce to było siedliskiem Esseńczyków, to pisma musiały być pochodzenia esseńskiego lub nawet pre-esseńskiego. Widział on w Księdze Snów oraz w Liście Henocha wyraźne odniesienia do powstania machabejskiego oraz do narodzin ruchu esseńskiego. Stąd obie księgi musiałyby powstać po roku 167 p.n.e. Co do dwóch pozostałych części (Księgi Astronomicznej i Księgi Czuwających), uważał je za jeszcze wcześniejsze i określał czas ich powstania na ok. koniec III w. p.n.e.
Naukowcy jeszcze w latach 90. szacowali powstanie najstarszych fragmentów ksiąg Corpus Henochicum na okres pomiędzy V a III w. p.n.e. Ostatecznie, wraz z początkiem XXI w., osiągnięto konsensus podczas sympozjum we Florencji w czerwcu 2001 roku. Naukowcy ustalili bowiem, że literatura henochicka musiała być zapoczątkowana przed 200 r. p.n.e. Zgodzono się także, iż w którymś momencie pomiędzy latami 300 i 200 p.n.e. zostało rozpoczęte pisanie ksiąg, które znamy obecnie jako Księgę Astronomiczną i Księgę Czuwających. Miała tego dokonać grupa uczonych Żydów w starożytnej Palestynie. Czas powstania najstarszych pism henochickich został tym samym ograniczony do około stu lat pomiędzy 300 i 200 r p.n.e.

## Ustalenia
Wśród badaczy panuje ogólna zgoda co do faktu, iż oryginalny tekst Księgi Henocha musiał powstać w którymś z języków semickich. Wszelkie odnalezione rękopisy greckie, etiopskie czy łacińskie były już tłumaczeniami owego semickiego oryginału. Pośród propozycji języka oryginału podaje się hebrajski, aramejski lub po części jeden i drugi (podobnie jak w Księdze Daniela). Skomplikowany proces powstawania Księgi Henocha utrudnia zdecydowane opowiedzenie się po stronie którejś z opcji, niemniej przyjmuje się obecnie, że cały proces musiał zacząć się od jakiegoś oryginalnego pisma w języku aramejskim. Badacze zgadzają się także co do faktu, że wersja grecka Księgi powstała w oparciu o aramejski oryginał. Wersja etiopska (w klasycznym języku Ge‘ez) była o wiele bardziej dyskutowana, tym bardziej, że jest jedyną wersją, w której Corpus Henochicum zachowało się w całości. Obecnie jednak przyjmuje się, że tłumaczenia dokonano w oparciu o jakąś kopię grecką. Teoria ta została podważona jedynie dwa razy: przez Schmidta (uważał, że językiem oryginalnym Księgi Przypowieści był aramejski, a także, że to z aramejskiego została ona bezpośrednio przełożona na etiopski) oraz Ullendorffa (był przekonany, że nie tylko Księga Przypowieści, ale znaczna część Corpus Henochicum zostały przełożone na etiopski bezpośrednio z aramejskiego). Powszechnie jednak wśród badaczy panuje konsensus, że wersja etiopska jest tłumaczeniem z greki.